# Glavni trg (Maribor)

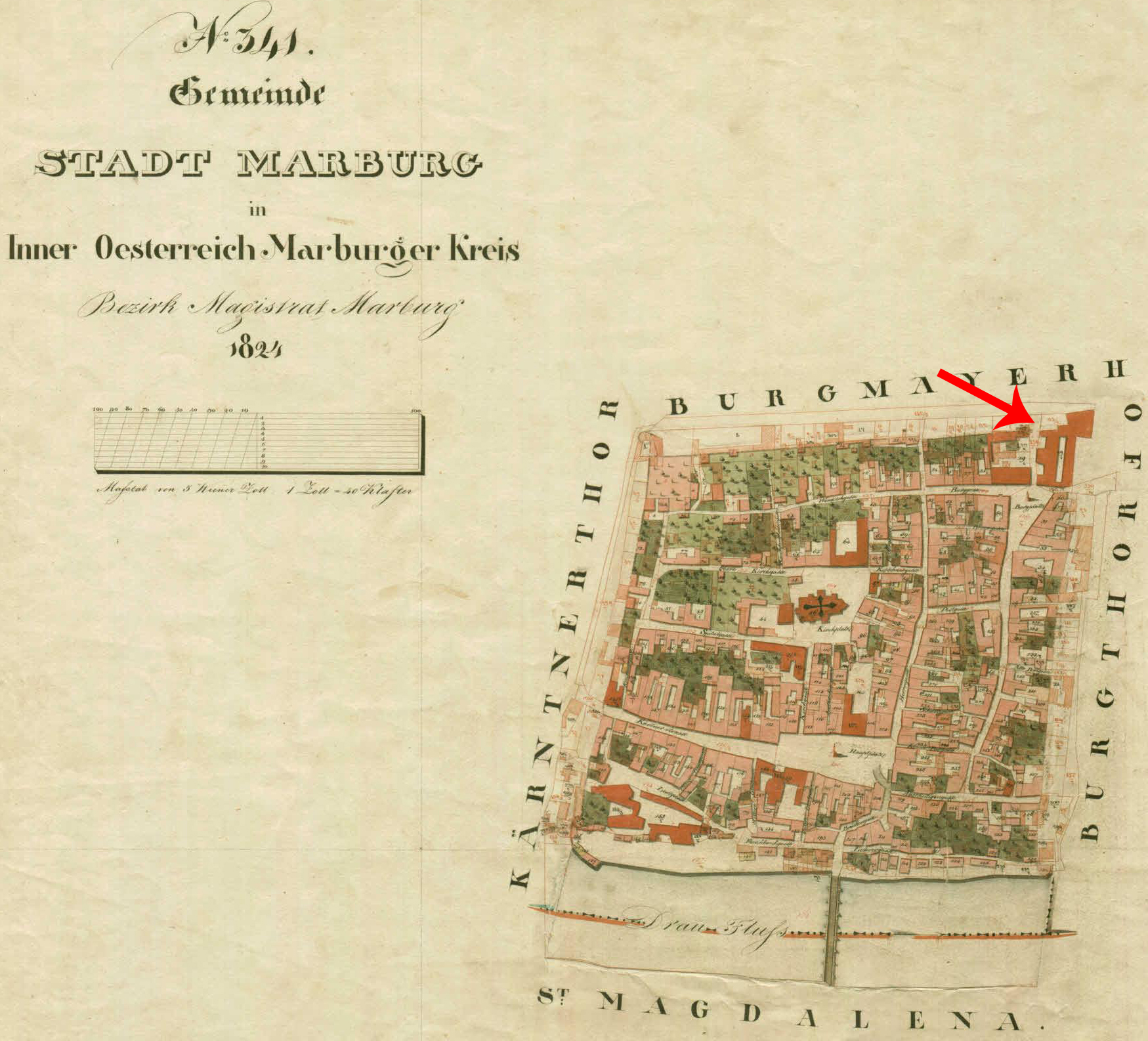
Der Hauptplatz (heutiger Glavni trg) auf dem Stadtplan Maribor 1824. Gekennzeichnet: die Stadtburg

Glavni trg (Hauptplatz) ist der Name eines Platzes in Maribor, Slowenien.

## Geschichte
Die erste urkundliche Erwähnung ist für das Jahr 1315 dokumentiert.  Die Benennung als Hauptplatz erfolgte im 19. Jahrhundert. Im Jahr 1919 wurde der Name in Glavni trg geändert. Nach der deutschen Besetzung im April 1941 erhielt er vorübergehend wieder den alten Namen „Hauptplatz“ und im selben Jahr wurde er in „Adolf-Hitler-Platz“ umbenannt. Im Mai 1945 wurde ihm der slowenische Name Glavni trg zurückgegeben.

## Lage
Der Platz  liegt im Zentrum der Altstadt von Maribor. Von Westen mündet die Koroška cesta ein, von Osten die Ulica kneza Koclja.

## Abzweigende Straßen
Die von Norden einmündenden Straßen sind (von West nach Ost): Poštna ulica, Lekarniška ulica und Gosposka ulica; von Süden Mesarski prehod, Glavni most, Židovska ulica.

## Bauwerke und Einrichtungen
- Altes Rathaus (slowenisch Rotovž) an der Nordseite des Platzes, erbaut 1515.
- Pestsäule in der Mitte des Platzes aus dem Jahr 1743 an der Stelle der Vorgängerin aus dem Jahr 1681. Sie erinnert an das Ende der Pestepidemie, der fast ein Drittel der Stadtbevölkerung zum Opfer fiel.
- St.-Aloysius-Kirche, ehemalige Jesuitenkirche an der Südseite des Platzes, erbaut zwischen 1767 und 1770

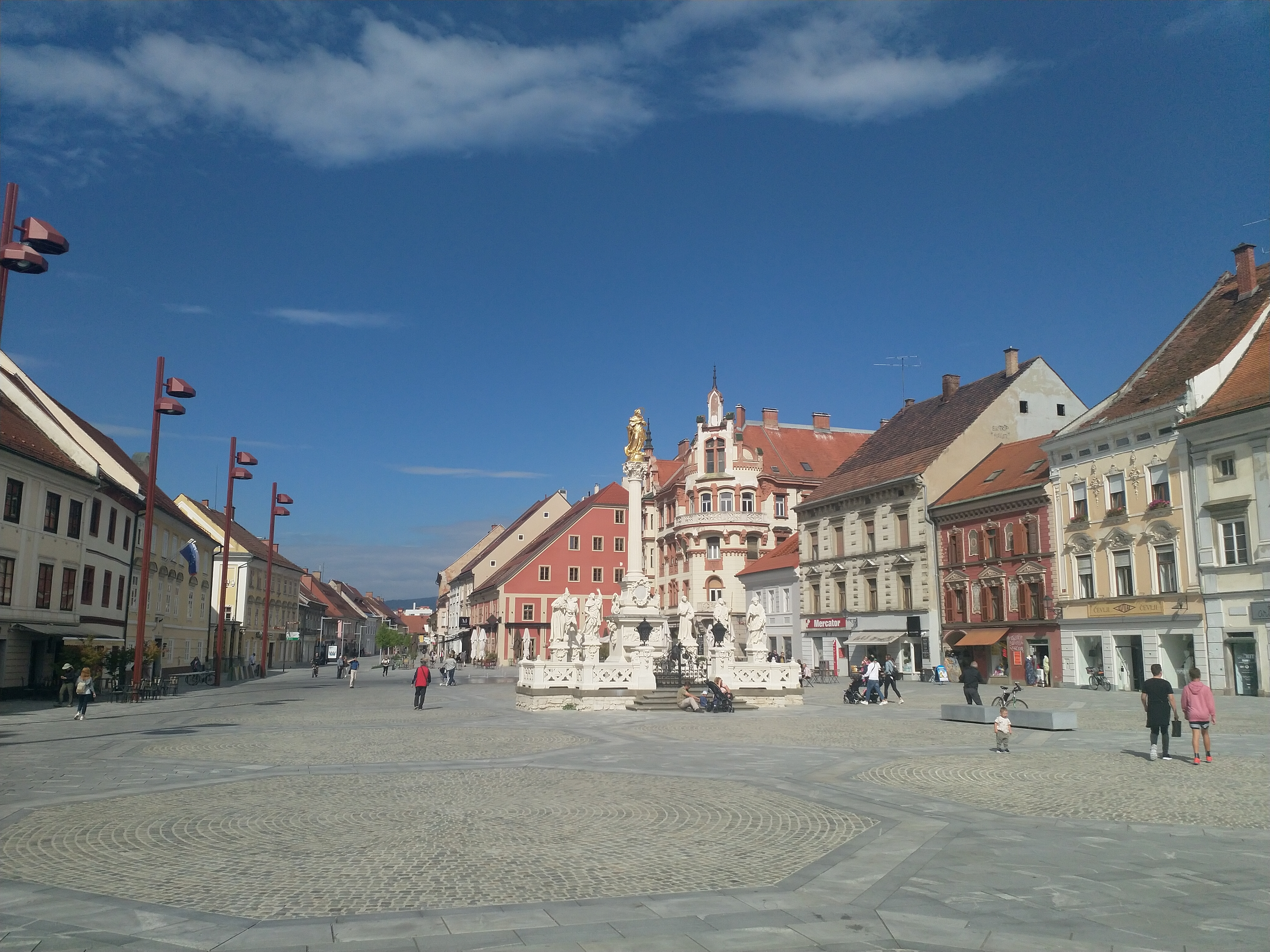
Glavni trg, Blick nach Westen
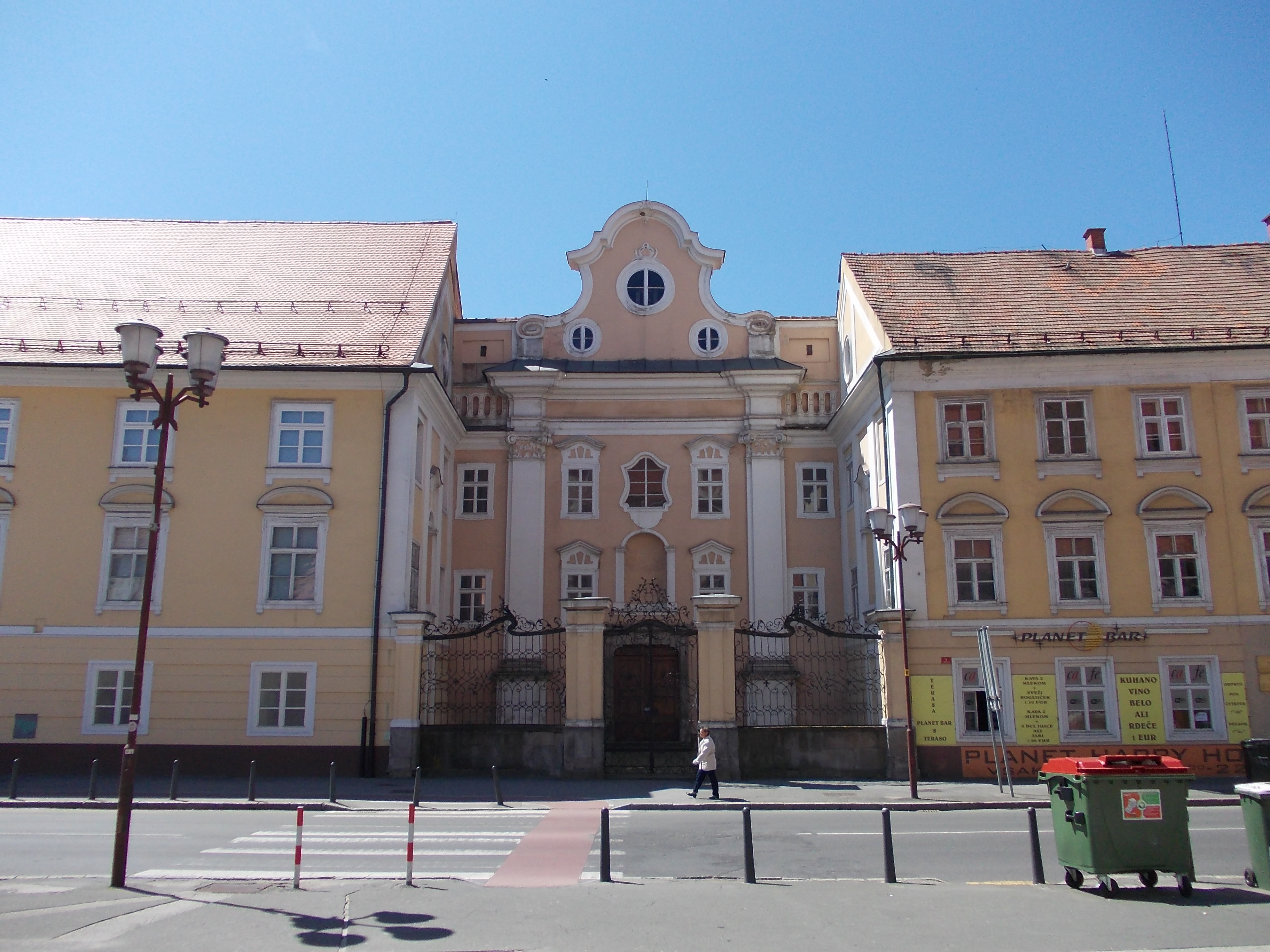
Aloysiuskirche am Glavni trg